# Pernod

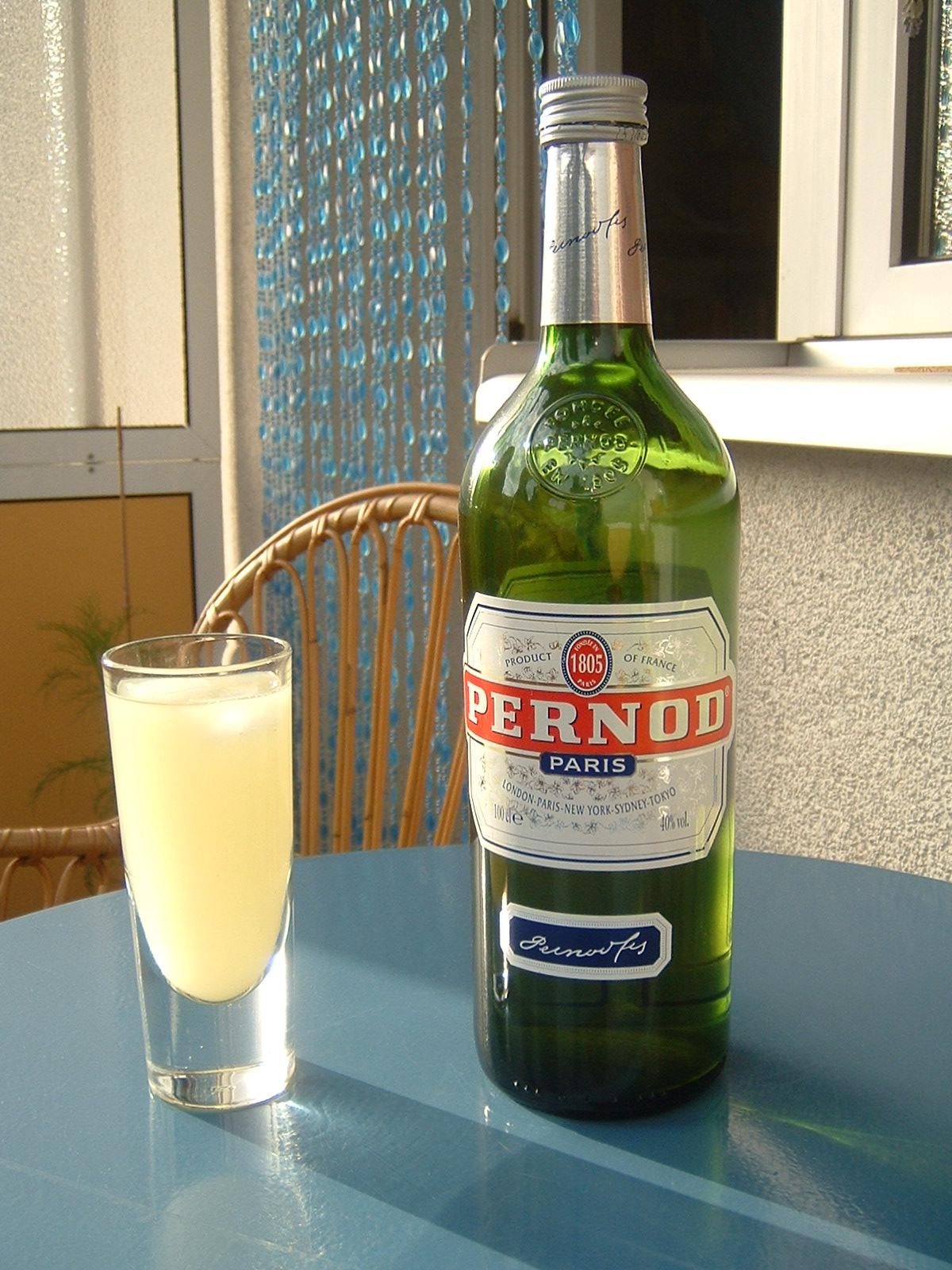
Pernod

Pernod är ett franskt märke på ett anisbrännvin. I Frankrike går många anisbrännvin under beteckningen pastis, men just Pernod är ingenting annat än "anisbrännvin". Pastis görs genom urlakning (maceration) av lakritsrot i en blandning av alkohol, vatten, socker och örter medan Pernod framställs genom destillation av örter. Runt Medelhavet finns andra benämningar på denna dryck, exempelvis i Grekland som Ouzo, i Libanon som Arrak, i Turkiet som Raki och i Spanien Ojen.
Drycken har en sötaktig smak av lakrits eller anis. I Frankrike och Libanon avnjuts drycken med is utblandad med vatten. Den blir grumlig då den blandas med vatten. Denna process kallas opalisering.